# Nanette Raybaud
 (septembre 2017).
Si vous disposez d'ouvrages ou d'articles de référence ou si vous connaissez des sites web de qualité traitant du thème abordé ici, merci de compléter l'article en donnant les références utiles à sa vérifiabilité et en les liant à la section « Notes et références ».
Pour les articles homonymes, voir Raybaud.
Nanette Raybaud est une grimpeuse française, née le 22 octobre 1960 à Marseille.
En 1989, elle remporte la première Coupe du monde d'escalade de difficulté. L'année suivante, elle se classe à la troisième place.

## Biographie
Au milieu des années 1980, cette grimpeuse de Marseille prend part aux premières compétitions d'escalade. Elle figure régulièrement sur les podiums des premières éditions de la Coupe du monde d'escalade, qui ne propose alors que des épreuves d'escalade de difficulté.
Avec deux victoires, deux deuxièmes places et deux troisièmes places lors des différentes étapes de la série de 1989, elle remporte la victoire au classement général devant l'italienne Luisa Iovane et l'américaine Robyn Erbesfield.  L'année suivante la voit moins souvent sur les podiums. Elle remporte deux étapes et prend la médaille de bronze sur une troisième étape. À la fin de la saison, elle figure à la troisième place du classement général derrière Lynn Hill et Isabelle Patissier. En 1991, elle remporte quatre médailles de plus, une en or, une en argent et deux en bronze, sur les étapes de la Coupe du monde, mais ça ne lui permet pas d'être sur le podium du classement général.
Nanette Raybaud parvient encore à prendre deux médailles de bronze au cours des étapes de coupe du monde auxquelles elle participe jusqu'en 1994. Au cours de sa carrière de compétitrice, elle décroche le titre de Championne de France à deux reprises : en 1990 et 1993.
Après sa carrière de compétitrice, elle devient professeur de sport.